# Pavel Aleš
Pavel Aleš (* 8. dubna 1935, Řimice) je český (resp. moravský) pravoslavný duchovní a teolog.

## Život
Narodil se v Řimicích u Olomouce do rodiny pravoslavného kněze Bohumíra Axmana (po roce 1945 si celá rodina nechala změnit příjmení na Aleš). V letech 1952–1955 studoval teologii na Pravoslavné bohoslovecké fakultě v Prešově, následně byl vyslán k dalším teologickým studiím do tehdejšího Leningradu. Tato studia ukončil v roce 1959 s titulem kandidáta bohosloví. V roce 1961 složil závěrečné zkoušky (opět) na bohoslovecké fakultě v Prešově. Mezitím byl v roce 1960 vysvěcen na kněze a začal kněžsky působit v církevní obci v Chudobíně.
Státní moc mu dlouhé roky neumožňovala akademické působení. Až v roce 1971 směl nastoupit jako odborný asistent na pravoslavnou fakultu do Prešova, kde sám kdysi studoval. V roce 1974 zde, na katedře církevních dějin, získal docenturu a v roce 1978 byl jmenován profesorem. Po roce 1989 se podílel na vzniku detašovaného pracoviště prešovské bohoslovecké fakulty v Olomouci, umožňující kombinované studium dálkovým studentům z české části církve. Toto detašované pracoviště pak také řadu let vedl. Velký podíl měl také na připomenutí historické úlohy velkomoravského knížete Rostislava a na jeho následné kanonizaci českou pravoslavnou církví.

### Monografie
- 1988 Biskup Gorazd: Z díla
- 1992 Cirkevné dejiny I. - Úvod a prvé obdobie cirkevných dejín ISBN 80-7097-212-2
- 1995 Cirkevné dejiny II. ISBN 80-7097-316-1
- 1996 Pravoslavná církev u nás
- 1999 Vejdu do domu Tvého. Jak se chovat v pravoslavném chrámě
- 2002 Cirkevné dejiny III., Kresťanský Východ a Západ do roku 1453 ISBN 80-8068-118-X
- 2003 Homiletika. Syllabus protojereje Pavla O. Axmana přehlédl a doplnil prof. ThDr. Pavel Aleš ISBN 80-8068-220-8
- 2008 O církevně literární činnosti ThDr. Petřka (samostatná studie, vydaná jako součást knihy historika Vojtěcha Šustka Zlato se čistí v ohni. O životě, oběti a smrti pravoslavného kněze ThDr. Vladimíra Petřka, jeho rodičů a sourozenců. ISBN 978-80-7255-176-7)

### Spoluautorství
- 1999 Pohľady do dejín pravoslávnej dogmatickej teológie (s prof. Imrichem Belejkaničem) ISBN 80-88722-48-9
- 1999 Biskup Gorazd Pavlík (s Romanem Jurigou)
- 2022 Liturgií ke Království. Uvažování o bohoslužbách v pravoslavné církvi na základě původního srbského textu Jevsevije Popoviće (s Vladimírem Kocvárem a Evou Marií Hrdinovou) ISBN 978-80-555-3047-5